# Ferrières (Manche)
Ferrières település Franciaországban, Manche megyében. Lakosainak száma 50 fő (2018. január 1.). Ferrières Saint-Symphorien-des-Monts, Buais-les-Monts, Notre-Dame-du-Touchet, Le Teilleul és Buais községekkel határos.

## Népesség
A település népességének változása:
| Lakosok száma | 130  | 121  | 73   | 64   | 66   | 60   | 55   | 51   | 50   | 50   |
|               | 1962 | 1968 | 1982 | 1990 | 1999 | 2008 | 2011 | 2013 | 2017 | 2018 |